# Kyraniden
Die Kyraniden (auch Koiraniden) sind eine spätantike Sammlung medizinisch-magischer Schriften in vier Büchern.
Benannt sind sie nach einem vermeintlichen Autor Kyranos. Im Prolog wird das Werk aber der mythischen Gestalt des Hermes Trismegistos zugeschrieben, der den Text von Engeln erhalten haben soll, um ihn an Menschen weiterzugeben, die seiner Geheimnisse würdig sind. Der Text in seiner überlieferten Form ist vermutlich das Werk eines byzantinischen Kompilators.
Die enthaltenen Therapien und Rezepturen basieren auf Konzepten der sympathetischen Medizin bzw. Magie. Wirkprinzip ist dabei die Beziehung zwischen entsprechenden Teilen des Makro- bzw. Mikrokosmos, etwa in den Zuordnungen zwischen Tierkreiszeichen, Körperorganen und Tieren, was dann den Gebrauch von Sekreten der jeweiligen Tiere zur heute als Organotherapie bezeichneten Behandlung von Erkrankungen des entsprechenden Organs empfiehlt.
Das therotherapeutische (von griechisch thēr „Tier“) Sammelwerk der Kyraniden enthält unter anderem Anweisungen zur (schon im Papyrus Ebers nachweisbaren und später bei Plinius dem Älteren und in mittelalterlichen Traktaten beschriebenen) medizinischen Verwendung des Geiers.
Neben rein medizinischen Inhalten finden sich auch Themen der hermetischen Philosophie, insbesondere die Beziehung von Körper und Seele (Gefangenschaft der Seele im Körper, Befreiung und Rückkehr der Seele zum Schöpfer).
Die Bücher II bis IV trugen ursprünglich den Titel Hieratisches Buch über die Symptome vom dreimalgrößten Hermes.